# Ana Caraiani
Ana Caraiani é uma matemática romeno-estadunidense, Royal Society University Research Fellow no Imperial College London. Suas áreas de pesquisa incluem teoria algébrica dos números e programa Langlands.

## Competições matemáticas
Em 2001 foi a primeira mulher romena em 25 anos a competir na Olimpíada Internacional de Matemática, tendo recebido uma medalha de prata. Nos seguinte dois anos ganhou duas medalha de ouro.

## Formação e carreira
Caraiani obteve a graduação summa cum laude em Princeton em 2007, com um trabalho de conclusão de curso sobre representações de Galois sob orientação de Andrew Wiles.
Caraiani fez os estudos de pós graduação na Universidade Harvard, orientada pelo aluno de Wiles Richard Taylor, obtendo um Ph.D. em 2012.

## Reconhecimentos
Em 2018 foi uma dos recipientes do Prêmio Whitehead da London Mathematical Society.
Foi eleita fellow da American Mathematical Society na classe de 2020, por "contributions to arithmetic geometry and number theory, in particular the {\displaystyle p}-adic Langlands program".